# Carolinas International Tennis 1972
Il Carolinas International Tennis 1972  è stato un torneo di tennis giocato sulla terra verde. È stata la 2ª edizione del Carolinas International Tennis, che fa parte del World Championship Tennis 1972. Si è giocato a Charlotte negli Stati Uniti, dal 23 al 29 aprile 1972.

## Campioni

### Singolare
Ken Rosewall ha battuto in finale  Cliff Richey con il punteggio di 2–6, 6–2, 6–2

### Doppio
Tom Okker /  Marty Riessen hanno battuto in finale  John Newcombe /  Tony Roche con il punteggio di 6–4, 4–6, 7–6